# Ngolo di papa
Pour les articles homonymes, voir Ngolo.
Pour plus de détails, voir Fiche technique et Distribution.
Ngolo di papa est un film ivoirien réalisé en 1999 par Fatoumata Coulibaly sorti au Burkina Faso en 1999.

## Distinctions
Le film reçoit le prix de la coopération française au FESPACO en 1999,.